# Sulferberg

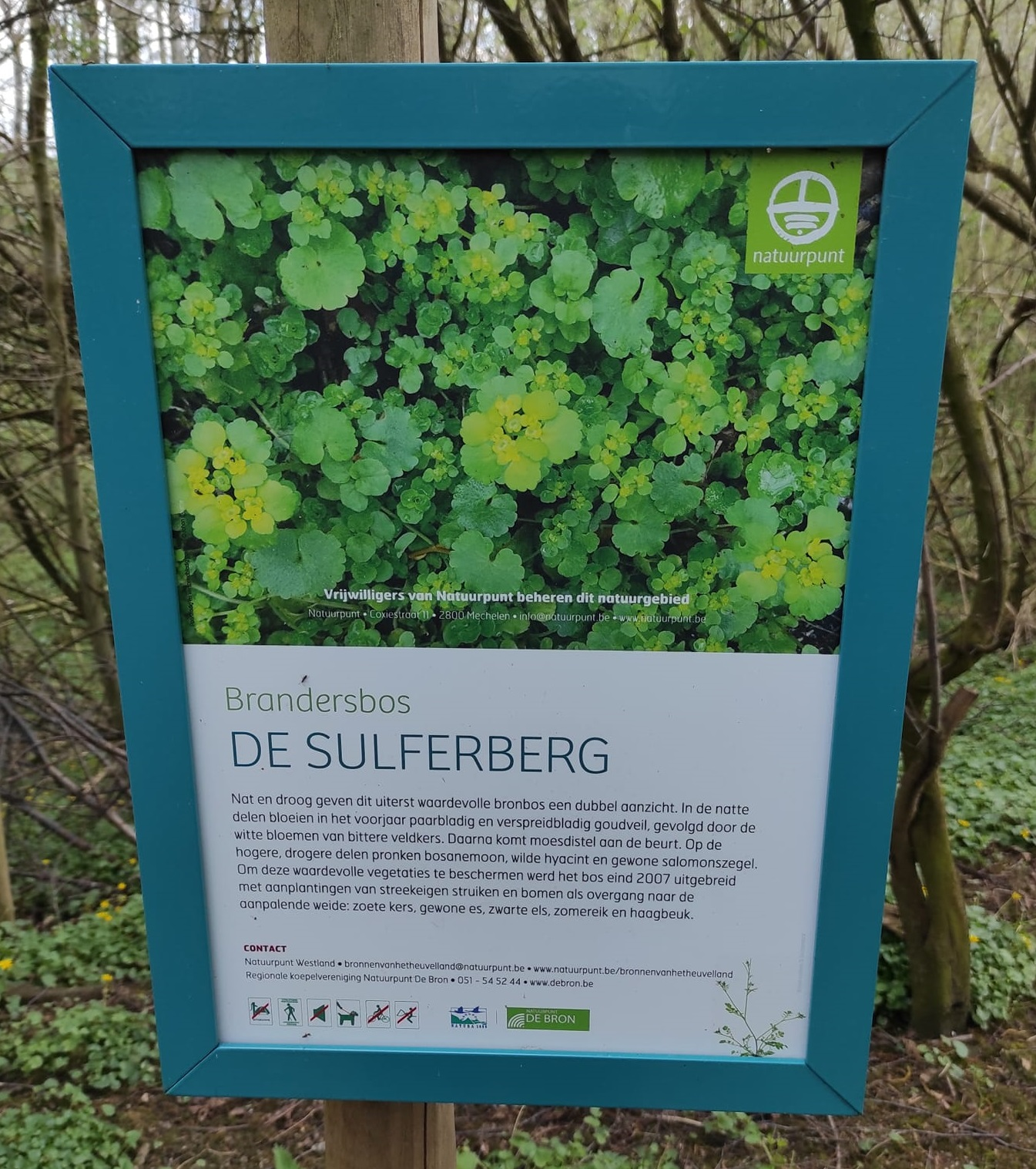

De Sulferberg is een heuvel in het Heuvelland bij Westouter, in de Belgische provincie West-Vlaanderen. Net onder de top komt de Goeberg omhoog. De top ligt op 88 meter. "Sulfer" is in de streektaal een typische naam voor slechte grond. De grond wordt nog steeds gebruikt om ongedierte te doden.
De Sulferberg is een onderdeel van de zogenaamde centrale heuvelkam in het Heuvelland, deze bestaat daarnaast uit de Watenberg, Kasselberg, Wouwenberg, Katsberg, Boeschepeberg, Kokereelberg, Zwarteberg, Vidaigneberg, Baneberg, Rodeberg, Goeberg, Scherpenberg, Monteberg, Kemmelberg en Letteberg. Ten zuiden van deze heuvelkam bevindt zich het stroomgebied van de Leie, ten noorden van deze heuvelkam het stroomgebied van de IJzer.

## Wielrennen
De helling is in 1972 en in 1982 opgenomen geweest in Gent-Wevelgem, in 1982 werd ze gesitueerd tussen de Kemmelberg en de Baneberg. Het eerste stuk in Westouter stijgt licht en bestaat uit kasseien, daarna bestaat de helling uit asfalt.
De helling wordt in sommige edities van Gent-Wevelgem afgedaald op weg naar de beklimming van de Vidaigneberg.
De helling wordt ook vaker opgenomen in de Driedaagse van De Panne-Koksijde en de Bredene Koksijde Classic.
De helling wordt tevens beklommen in de jaarlijkse wielerkoers Belcanto Classic welke start in Westouter.